# Prosper Grech
Pour les articles homonymes, voir Grech.
Prosper Grech, né Stanley Grech le 24 décembre 1925 à Vittoriosa à Malte et mort le 30 décembre 2019 à Rome (Italie), est un prêtre et théologien catholique maltais qui a été créé cardinal le 18 février 2012.

## Biographie
Prosper Grech fait profession religieuse pour l'ordre de Saint-Augustin (O.S.A.) le 8 octobre 1944. Il est ordonné prêtre le 25 mars 1950.
Il est professeur de théologie dans plusieurs universités pontificales romaines et consulteur de la Congrégation pour la doctrine de la foi. 

### Cardinal
Préalablement à son élévation au cardinalat, il est nommé en janvier 2012 archevêque titulaire de San Leone (de). Il reçoit la consécration épiscopale le 8 février 2012 à Malte, en la cathédrale de Gozo, des mains de Pawlu Cremona, archevêque de Malte ; coconsécrateurs Giuseppe Versaldi qui a été créé cardinal en même temps que lui dix jours plus tard et Mario Grech, évêque de Gozo.
Il est créé cardinal par Benoît XVI lors du consistoire du 18 février 2012,, avec le titre de cardinal-diacre de Santa Maria Goretti dont il est le premier titulaire. Il est le premier cardinal maltais depuis la mort du cardinal Fabrizio Sceberras Testaferrata en 1843. 
Ayant déjà 86 ans lors de sa création, il ne peut pas participer au conclave de 2013 qui voit l'élection du pape François.
Le cardinal Grech meurt à Rome le 30 décembre 2019, à l’âge de 94 ans.